# Titulatura real egípcia
A titulatura real egípcia era o conjunto de nomes que os reis do Antigo Egito usavam. A forma clássica é composta por cinco nomes: para além do nome que lhe tinha sido dado quando nasceu, os soberanos egípcios assumiam quatro nomes quando se tornavam reis.
O uso dos cinco nomes surge a partir da V dinastia, por volta de 2 500 a.C., na época do Império Antigo.
O termo "faraó", habitualmente utilizado para designar os monarcas do Antigo Egito, surge pela primeira vez nas fontes egípcias durante o reinado de Tutemés III, monarca da XVIII Dinastia, em cerca de 1400-1450 a.C.
Esta palavra deriva do grego "faraó", que por sua vez é uma corrupção da expressão egípcia per aa,
| pr · aA |

que significa "grande morada". Esta expressão referia-se ao palácio real, sede do poder no Antigo Egito.
Para se referir ao "rei" os egípcios usaram várias palavras, como "nisu". Os textos egípcios mostram que os cortesãos não tratavam os reis pelo seu nome próprio, mas dirigiam-se a ele usando termos como "Sua Majestade", "o deus" ou "Hórus".
É por isso mais correcto designar os monarcas do Antigo Egito como "reis", mesmo que seja mais comum o uso da palavra "faraó".
A partir da V Dinastia, os reis possuíam cinco títulos que seguiam um ordem canónica: nome de Hórus, nome das Duas Damas, nome do Hórus de Ouro, nome do Rei do Alto e Baixo Egito e o nome do filho de Ré. Este último era o nome próprio do rei e ligava-o muitas vezes a uma divindade (a título de exemplo, Amenófis (Amen-Hotep) significa  "o deus Amon esteja satisfeito" e Ramessés "nascido de Ré"). Os cinco nomes que um rei assumia no começo do seu reinado podem ser interpretados como definidores de um certo programa e da forma como o rei se situava no plano temporal.

## Nome de Hórus[1]
| G5 |

É o nome mais antigo para os reis do Antigo Egito. Era escrito no sereque, um painel rectangular que representa a fachada do palácio real. O nome do rei era escrito em hieróglifos dentro da representação do palácio. Uma imagem de um falcão, que simboliza o deus Hórus, era colocada sobre o sereque. Esta alusão ao deus Hórus estava relacionada com a história de Osíris, que tinha sido rei do Egito, antes de ter sido assassinado pelo seu irmão Seti. A sua esposa e irmã Ísis teve um filho seu, Hórus, que vingou a morte do pai matando Seti, tornando-se rei do Egito. Reflectia a crença egípcia de que o rei era Hórus na terra.
Os primeiros monarcas do Antigo Egito usavam apenas este nome.
Para Christian Jacques, era também o nome da "estabilidade familiar". Uma vez que era o precursor do Nome do "Filho de Ré", o qual associado ao nome "Das duas damas" levariam ao nome "De Hórus de ouro".

## Nome das Duas Damas ou das Duas Senhoras[1]
| G16 |

Este nome relacionava o rei com as duas deusas protectoras do Alto e do Baixo Egito, a deusa-abutre Necbete e a deusa-serpente Uto. É também conhecido como o nome "nebti", palavra que significa senhoras ou damas em egípcio. Este nome era precedido pela imagem do abutre e da serpente.

## Nome de Hórus de Ouro[1]
| G8 |

Este nome era introduzido por um falcão pousado sobre o hieróglifo para ouro. A interpretação deste nome não é clara; para alguns significa a vitória de Hórus sobre Set, enquanto que outros relacionam-no com a crença na eternidade do rei.

## Nome do Rei do Alto e do Baixo Egito[1]
| M23 | L2 |

Era o prenome ou sobrenome usado pelo rei. Era escrito dentro de um cartucho, antecedido por um junco e uma abelha sobre o hieróglifo para cesta, símbolos que são lidos como "nesu-biti", "o do junco e da abelha" e que representavam o Alto e o Baixo Egito.

## Nome do Filho de Ré[1]
| G39 | N5 |

Era o nome dado ao rei no nascimento, quando ainda era um príncipe. Era representado pela imagem de um pato, porque que em egípcio "filho de…" e "pato" eram palavras homónimas, acompanhado da imagem do sol, que representava o deus-sol Ré. O signo lê-se Saré.
É este o nome que actualmente se utiliza para se referir ao reis do Antigo Egito, ao qual se acrescentam numerais romanos para distinguir indivíduos com o mesmo nome (Ramessés II, Ramessés III, etc.).